# I Don't Want Nobody to Give Me Nothing
"I Don't Want Nobody to Give Me Nothing (Open Up the Door, I'll Get It Myself)" é uma canção funk escrita e gravada por James Brown. Foi lançada em single de duas partes em março de 1969 e alcançou o número 3 da parada R&B e número 20 da parada Pop. A versão lançada em single não foi incluída em nenhum álbum mas uma versão ao vivo foi incluída no álbum de Brown de 1970 Sex Machine. Assim como Say It Loud – I'm Black and I'm Proud, a canção explora temas similares tais como fortalecimentos dos negros e independência.

## Ligações externa
- AllMusic review